# HMAS Platypus (1917)
HMAS Platypus — плавучая база подводных лодок ВМС Австралии, служившая с 1919 по 1946 год. Заказана накануне Первой мировой войны для обеспечения первых австралийских подводных лодок — AE1 и AE2, однако на момент завершения постройки обе субмарины были потеряны. Оставшийся не у дел корабль включили в состав Королевского флота Великобритании.
Плавбаза была передана ВМС Австралии после того, как австралийцы приняли на вооружение шесть подводных лодок типа J. В 1920-х лодки этого типа были сняты с вооружения, после чего Platypus была переклассифицирована в плавбазу эскадренных миноносцев. С 1929 по 1930 годы обеспечивала службу подводных лодок типа «Один». После вывода последних в резерв переименована в HMAS Penguin. В 1941 году кораблю вернули прежнее название и перевели в Дарвин, а затем — в Кэрнс. В 1944 году корабль переоборудовали в плавучую мастерскую и отправили в район Новой Гвинеи. В 1946 году плавмастерскую Platypus вывели в резерв, а в 1958 году отправили на слом.

## Постройка
Плавбаза Platypus была заказана австралийским правительством незадолго перед Первой мировой войной. Корабль должен был обеспечивать службу первых австралийских подводных лодок — AE1 и AE2. Platypus была заложена 14 октября 1914 года на верфи John Brown & Company в Клайдбанке, Шотландия. На момент завершения постройки обе австралийских субмарины были потеряны и необходимость плавбазы для них исчезла. 21 марта 1917 года Platypus зачислили в списки Королевского флота Великобритании.

## Служба

### Королевский флот Великобритании
После окончания войны плавбаза Platypus была передана Австралии и 25 марта 1919 года зачислена в списки Королевского австралийского военно-морского флота.

### Королевский австралийский военно-морской флот
Главной задачей корабля в австралийском флоте стало обеспечение службы шести подводных лодок типа J. В апреле 1919 года плавбаза вместе с лодками покинула Британию и в июне пришла в Сидней. В феврале 1920 года плавбазу и лодки перебазировали в Джелонг.
В мае 1922 года австралийские подводные силы были распущены по финансовым соображениям и ввиду плохого технического состояния субмарин. Бывшую плавбазу подводных лодок превратили в корабль снабжения эскадренных миноносцев. В 1929 году Австралия вновь обзавелась подводными лодками и на короткое время Platypus вернулся к своей оригинальной роли. В 1930 году лодки были выведены в резерв, а 30 апреля того же года HMAS Platypus был переименован в HMAS Penguin.
В октябре 1932 года на корабле вспыхнул мятеж. Команда была недовольна снижением жалованья и бытовыми условиями. Командир корабля отнёсся к требованием моряков с сочувствием, пообещав передать их командованию и заверив экипаж в том, что они не будут наказаны.
26 февраля 1941 года кораблю вернули прежнее название и некоторое время использовали как учебный корабль. В мае 1941 года Platypus перешёл в Дарвин, в порту которого затем служил плавбазой. В феврале 1942 года корабль пережил японскую бомбардировку Дарвина. В январе 1943 года корабль перевели в Кэрнс и снова в качестве плавбазы. В этом порту корабль находился до мая 1944 года. В июне 1944 года Platypus прошёл обширное переоборудование в плавучую мастерскую, после чего ушёл к Новой Гвинее. До конца войны корабль действовал в районе Новой Гвинеи и острова Моротай, а в декабре 1945 года вернулся в Австралию. За службу в годы войны корабль был награждён боевым отличием «Дарвин 1942-43».
13 мая 1946 года корабль был выведен в резерв, 1 ноября 1956 года исключён из списков флота, а 20 февраля 1958 года продан для разделки на металл.